# George Cholmondeley (4e marquis de Cholmondeley)
Pour les articles homonymes, voir George Cholmondeley.
George Henry Hugh Cholmondeley, 4e marquis de Cholmondeley ( /tʃ ʌ m l i /, 3 juillet 1858-16 mars 1923) est un pair britannique et le Lord-grand-chambellan d'Angleterre pendant le règne du roi Édouard VII (1901–1910).

## Biographie
Cholmondeley est un descendant direct de Robert Walpole, le premier Premier ministre de Grande-Bretagne.
Il est né à Kirtlington Park, Oxfordshire, le fils aîné de George Cholmondeley, vicomte Malpas et de Susan Caroline Dashwood.
Son père étant décédé avant son grand-père, Cholmondeley hérite des domaines et du titre de son grand-père à sa mort en 1884. Il est marquis de Cholmondeley et comte de Rockford dans la pairie du Royaume-Uni; comte Cholmondeley, vicomte Malpas et baron Cholmondeley dans la pairie d'Angleterre, baron Newburgh dans la pairie de Grande-Bretagne et vicomte Cholmondeley et le baron Newborough dans la pairie d'Irlande.
Il est lieutenant au service du Cheshire Yeomanry. Plus tard, il occupe le poste de lieutenant adjoint de Norfolk.

## Terres et domaines

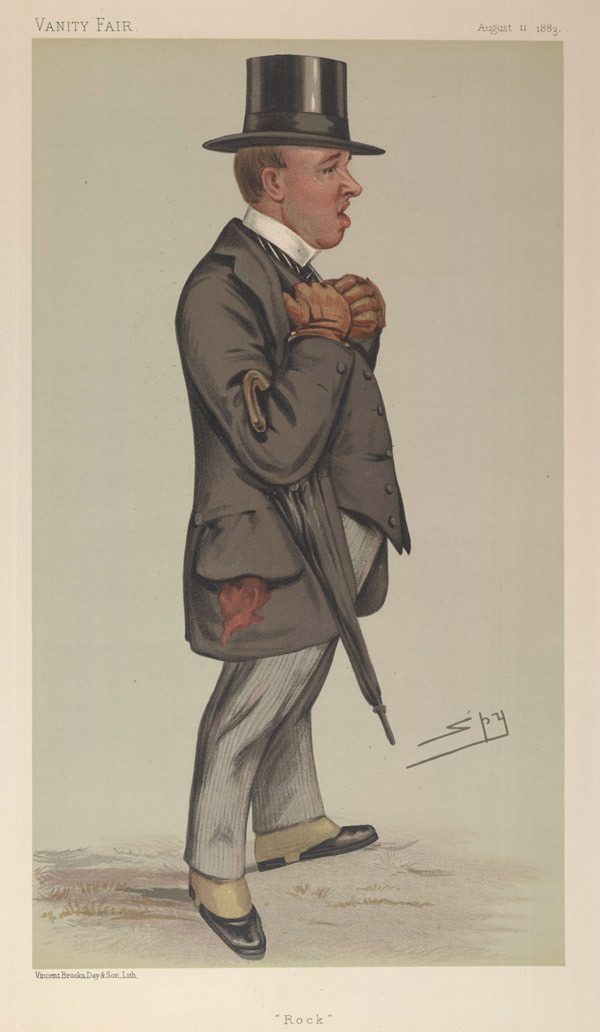
Caricature de Lord Cholmondeley par "Spy", Vanity Fair, 1883

Il hérite d'environ 34 000 acres (137,59311828 km2) de terrain de son grand-père. Les sièges de la famille sont Houghton Hall, Norfolk et le château de Cholmondeley, qui est entouré de 7 500 acres (30,35142315 km2) et du domaine près de Malpas, Cheshire .
Les Cholmondeleys ont acheté des Wenbans près de Wadhurst dans le Sussex au milieu des années 1890. Après d'importants travaux de restauration dans les années 1920 et 1930, la ferme rustique à seulement 50 milles (80,4672 km) de Londres aurait été utilisé comme une escapade romantique par le prince de Galles (plus tard Édouard VIII).

## Position à la cour
Une partie du poste ancien de Lord-grand-chambellan est un héritage Cholmondeley. Cet honneur héréditaire est venu dans la famille Cholmondeley par le mariage du premier marquis de Cholmondeley avec Lady Georgiana Charlotte Bertie, fille de Peregrine Bertie (3e duc d'Ancaster et Kesteven). Les deuxième, quatrième, cinquième, sixième et septième titulaires du marquisat ont tous occupé cette fonction, qui alterne entre les héritiers des deux filles du duc à chaque nouveau règne.
Le 4e marquis de Cholmondeley est nommé au poste en septembre 1901, après l'avènement du roi Édouard VII plus tôt cette année. Il occupe le poste jusqu'à la mort du roi qui est remplacé par son fils George V en 1910. Cholmondeley est investi comme conseiller privé le 24 juillet 1901.

## Famille
Cholmondeley épouse Winifred Ida Kingscote le 16 juillet 1879 à St George's Hanover Square à Hanover Square, Londres. Elle est la fille du colonel Robert Nigel Fitzhardinge Kingscote et d'Emily Marie Curzon, et la petite-fille de Richard Curzon-Howe (1er comte Howe).
Ils ont :
- Lettice Joan Cholmondeley (23 mai 1882-2 novembre 1946)
- George Cholmondeley (5e marquis de Cholmondeley) (19 mai 1883 - 16 septembre 1968)
- George Hugo Cholmondeley (17 octobre 1887 - 26 août 1958)[6]

Le 20 février 1923, Cholmondeley est jeté de son cheval alors qu'il montait au château de Cholmondeley. Le cheval a trébuché sur une racine d'arbre et a roulé sur son cavalier. Il a subi une fracture à la cuisse et d'autres blessures, mais semblait s'en remettre. Il est décédé subitement trois semaines plus tard à 64 ans; sa mort est attribuée à une insuffisance cardiaque. C'est son quatrième accident grave en 15 ans. Dans une nécrologie, le Times a écrit que le marquis "était avant tout un sportif ... malgré son expérience et sa maîtrise de l'équitation, il était un cavalier très malchanceux".
Son fils, George Horatio, lui succède comme marquis de Cholmondeley.